# Сент-Джеймс, Изабелла
Изабелла Сент-Джеймс (англ. Izabella St. James, урождённая Изабелла Катарина Каспшик (пол. Izabella Katarina Kasprzyk); род. 25 сентября 1975, Краков, ПНР) — американская фотомодель и актриса

 польского происхождения. Получила известность благодаря съёмкам в журнале Playboy, а также как автор книги Bunny Tales: Behind Closed Doors at the Playboy Mansion, рассказывающей о тёмных тайнах журнала и Хью Хефнера.

## Биография
Изабелла родилась в Кракове; когда ей было 10 лет её семья переехала в Афины, где прожила около года. Затем её семья эмигрировала в Британскую Колумбию; а ещё через год — в Онтарио. После окончания школы с отличием Изабелла перебралась в Монреаль и поступила в Университет Макгилла. Первоначально она в качестве специализации выбрала политологию и историю, но позднее переключилась на гуманитарные науки в целом, а затем и на юриспруденцию. Некоторое время Изабела проходила обучение в калифорнийском Университете Права, прошла несколько зарубежных студенческих практик в Испании (Мадридский университет Комплутенсе) и на родине в Польше (Ягеллонский университет). Сент-Джеймс окончила университет, получив профессию юриста.
Сент-Джеймс познакомилась c Хью Хефнером в 2002 году в одном из ночных клубов Голливуда, после чего он пригласил её стать одной из приглашённых моделей особняка Playboy. 2002—2004 годы особняк Playboy провела в особняке Хефнера в качестве одной из «заек».
В 2006 году Изабелла опубликовала книгу мемуаров о двух годах, проведённых в особняке Playboy. Согласно изложенному в книге в стенах особняка, фактически занимались проституцией, оказывая услуги сексуального характера как самому Хефнеру, так и его именитым гостям, среди которых наиболее частыми посетителями были Леонардо Ди Каприо, Колин Ферт, Оуэн Уилсон, Чарли Шин, Колин Фаррелл и Мэттью Перри. Также Изабелла в своей книге отметила крайнюю неряшливость и запущенную обстановку в комнатах особняка, в которых редко проводилась уборка.

## Фильмография
| Год  |     | Русское название                | Оригинальное название              | Роль            |
| ---- | --- | ------------------------------- | ---------------------------------- | --------------- |
| 2006 | кор | —                               | The Last Guy                       | Шерон           |
| 2008 | ф   | Ниндзя из группы поддержки      | Ninja Cheerleaders                 | подружка Джимми |
| 2008 | ф   | —                               | Thunder Over Reno                  | Пейдж Райдер    |
| 2013 | док | Жизнь и преступления Дорис Пейн | The Life and Crimes of Doris Payne | пациентка       |